# Peter Duesberg
Peter H. Duesberg (Münster, 2 dicembre 1936) è un medico e ricercatore statunitense.
Di origine tedesca, è professore di citologia e biologia molecolare all'Università della California. Risulta famoso al grande pubblico soprattutto per la sua controversa teoria sull'origine dell'AIDS nonostante in campo scientifico abbia consistentemente contribuito a una moderna ridefinizione delle basi molecolari del cancro in cui l'aneuploidia riveste un ruolo chiave.

## Biografia
La madre era un medico e il padre professore di Medicina Interna. Si trasferisce negli Stati Uniti nel 1964, lasciando il Max Planck Institute di ricerca virologica, sotto la guida di Wendell Meredith Stanley. Nel 1986 entra a far parte dell'Accademia delle Scienze degli Stati Uniti. Attualmente è docente di Biologia Molecolare e Cellulare presso la Università di Berkeley in California

## Attività scientifica
Pioniere nella ricerca dei retrovirus, insieme a Peter Vogt è stato anche uno dei primi scienziati ad aver isolato un oncogene (gene del cancro).
Fra il 1968 e il 1970 dimostrò che il virus dell'influenza ha un genoma segmentato. Questo avrebbe fornito una spiegazione alla sua capacità di formare ricombinanti attraverso il riassortimento dei suoi segmenti subgenomici. Nel 1970, Duesberg e Vogt trovarono che un virus oncogeno degli uccelli aveva materiale genetico in più rispetto ai virus che non causano il cancro. Con i suoi lavori sui retrovirus nel 1970, egli isolò il primo oncogene, e mappò la struttura genetica di questi virus. Con questi studi, e altri nello stesso campo, ottenne l'elezione alla National Academy of Sciences nel 1986.
Dal 1997 ad oggi ha pubblicato circa quaranta articoli a dimostrazione che è l'aneuploidia, più che la mutazione qualitativa a carico di singoli geni, a giustificare i fenotipi del cancro e la progressione neoplastica

## Ipotesi alternativa sull'AIDS
Duesberg ha assunto nel corso degli anni alcune posizioni personali, scientificamente controverse, su argomenti come l'AIDS e la ricerca sul cancro.
È convinto assertore dell'ipotesi alternativa secondo cui la Sindrome da immunodeficienza acquisita (AIDS) non sarebbe, a suo dire, di origine virale (Ipotesi alternative sull'AIDS)
In base alla sua esperienza sui retrovirus, Duesberg ha messo in discussione l'ipotesi di una correlazione diretta tra virus HIV e AIDS con diversi articoli. Ha suggerito la sua ipotesi che le diverse malattie che sono incluse nell'AIDS sarebbero a suo soggettivo parere causate dall'uso prolungato di cocaina, di eroina, di droghe "ricreative" e dall'uso stesso dei farmaci anti-HIV, quali l'AZT, prescritto invece per prevenire o trattare l'AIDS.
La sua posizione critica, peraltro, non riguarda solo la teoria HIV-AIDS in sé, poiché Duesberg denuncia una presunta collusione fra ricerca scientifica, politica e interessi economici. A suo giudizio gli stanziamenti per la ricerca negli Stati Uniti andrebbero ai ricercatori maggiormente ortodossi, e questo a suo parere andrebbe a detrimento della qualità della ricerca e allontanerebbe dalla soluzione di problemi importanti, come la ricerca sul cancro.
Basandosi sulla sua esperienza professionale Duesberg ritiene che, a suo dire, la carcinogenesi virale sarebbe statisticamente trascurabile, e che le prove di un'oncogenesi cellulare non siano sufficienti. Per questo ha invece avanzato l'ipotesi che la causa del cancro vada maggiormente cercata nell'anomalia genomica detta aneuploidia (l'aberrazione numerica dei cromosomi), piuttosto che negli oncogeni cellulari. Da questa sua ipotesi personale deriverebbe che l'eliminazione dagli alimenti e dai farmaci di sostanze che promuovono l'aneuploidia possa rivestire un ruolo preventivo del cancro.

## Opere
- Peter Duesberg, Inventing the AIDS Virus (Aids. Il virus inventato), foreword by Nobel laureate Kary Mullis, Washington DC, Regnery Publishing, 1996, ISBN 0-89526-399-8.